# غريتا نيسن
غريتا نيسن (بالنرويجية البوكمول: Greta Nissen)‏ هي راقصة وممثلة أمريكية ونرويجية، ولدت في 30 يناير 1906 في أوسلو في النرويج، وتوفيت في 15 مايو 1988 في مونتيسيتو في الولايات المتحدة بسبب مرض باركنسون.

## أعمال

### أفلام
- عبر الأطلسي

## وصلات خارجية
- غريتا نيسن على موقع IMDb (الإنجليزية)
- غريتا نيسن على موقع أول موفي (الإنجليزية)
- غريتا نيسن على موقع قاعدة بيانات برودواي على الإنترنت (الإنجليزية)
- غريتا نيسن على موقع قاعدة بيانات الأفلام السويدية (السويدية)
- غريتا نيسن على موقع قاعدة بيانات الفيلم (الإنجليزية)
- غريتا نيسن على موقع كينوبويسك (الروسية)